# Кайинди (Катон-Карагайський район)
Кайинди́ (каз. Қайыңды) — село у складі Катон-Карагайського району Східноказахстанської області Казахстану. Входить до складу Аккайнарського сільського округу.
Населення — 199 осіб (2021; 328 у 2009, 576 у 1999, 668 у 1989).
Національний склад станом на 1989 рік:
- казахи — 100 %

Станом на 1989 рік село називалося Верхберезовка, у радянські часи мав також назву Березовка.